# Iwerne Stepleton
Iwerne Stepleton lub Preston – wieś i civil parish w Anglii, w Dorset, w dystrykcie (unitary authority) Dorset. W 2001 civil parish liczyła 25 mieszkańców. Iwerne Stepleton jest wspomniana w Domesday Book (1086) jako Werne/Iwerna.